# Salginatobelbron
Salginatobelbron (tyska: Salginatobelbrücke) är en bågbro över en djup ravin i kantonen Graubünden i östra Schweiz. Den förbinder Schiers med byn Schuders som tidigare endast kunde nås till fots eller på hästrygg.
Bron, som ligger 875 meter över havet, är en ihålig så kallad lådbro i armerad betong. Gjutformen byggdes av trä från skogarna i trakten av en lokal snickare, Richard Coray, under sensommaren 1929 och gjutningen utfördes året efter. Själva bågen göts för hand på 43 timmar utan avbrott och utan hjälp av maskiner och hela gjutningen tog tre månader. 

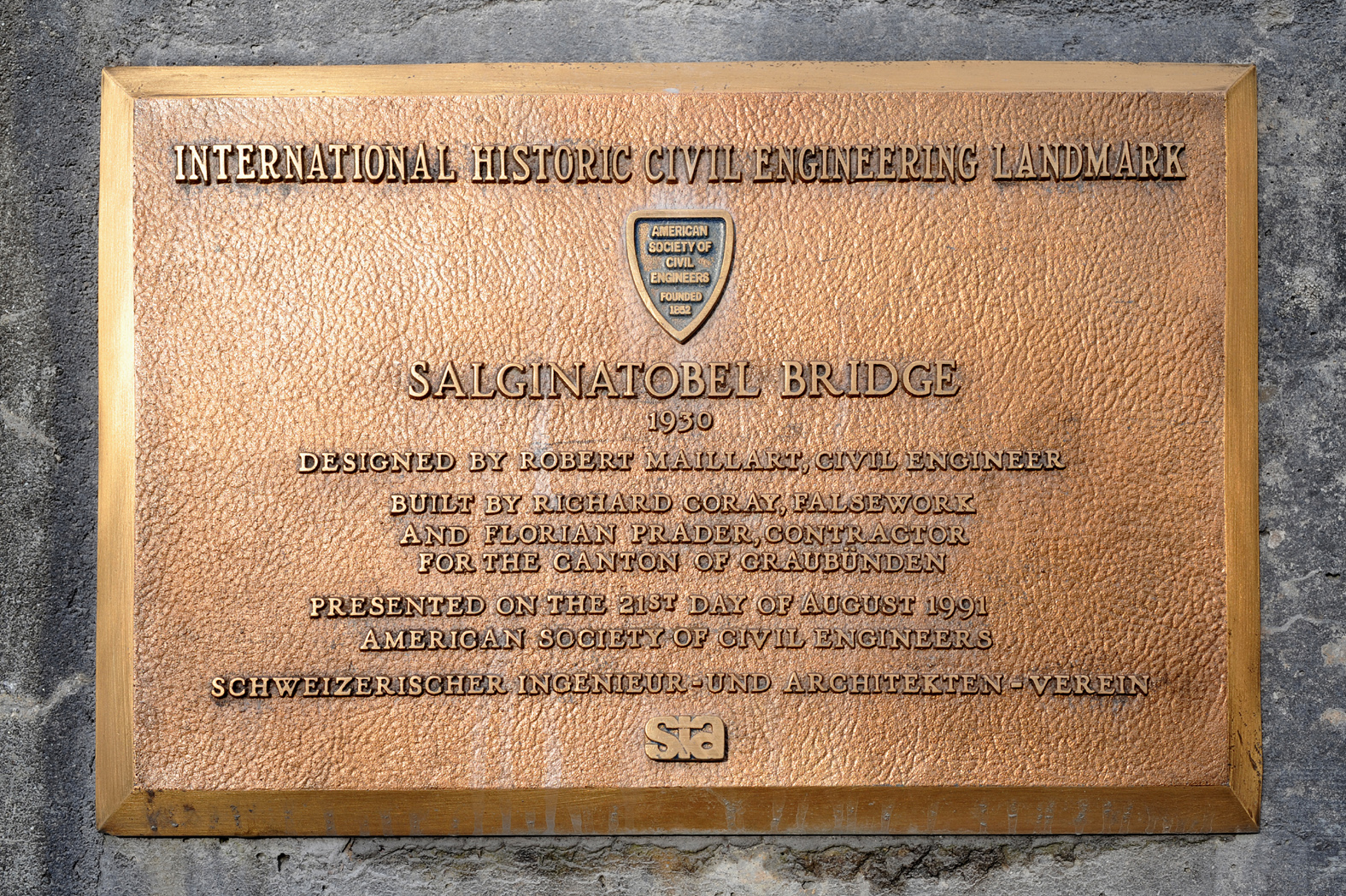

År 1991 utsågs Salginatobelbron till ett internationellt ingenjörsvetenskapligt monument av American Society of Civil Engineers (ASCE) och år 2003 avbildades den på ett schweiziskt frimärke. Den har kallats 1900-talets vackraste bro och är sedan 2017 kandidat till Unescos lista över världsarv.